# Alt-Wiener Volkstheater

Szene aus „Der Talisman“ von Johann Nestroy (1840)

Das Alt-Wiener Volkstheater (auch: Alt-Wiener Volkskomödie) ist eine österreichische Theaterform des 18. Jahrhunderts und entwickelte sich aus dem barocken Hanswurst über Philipp Hafner zu den Stücken von Josef Alois Gleich, Carl Meisl und Adolf Bäuerle. Seinen literarischen Höhepunkt erreichte es im Vormärz in den Zauberspielen und Possen von Ferdinand Raimund und Johann Nestroy.

## Historische Entwicklung

### Barockzeit

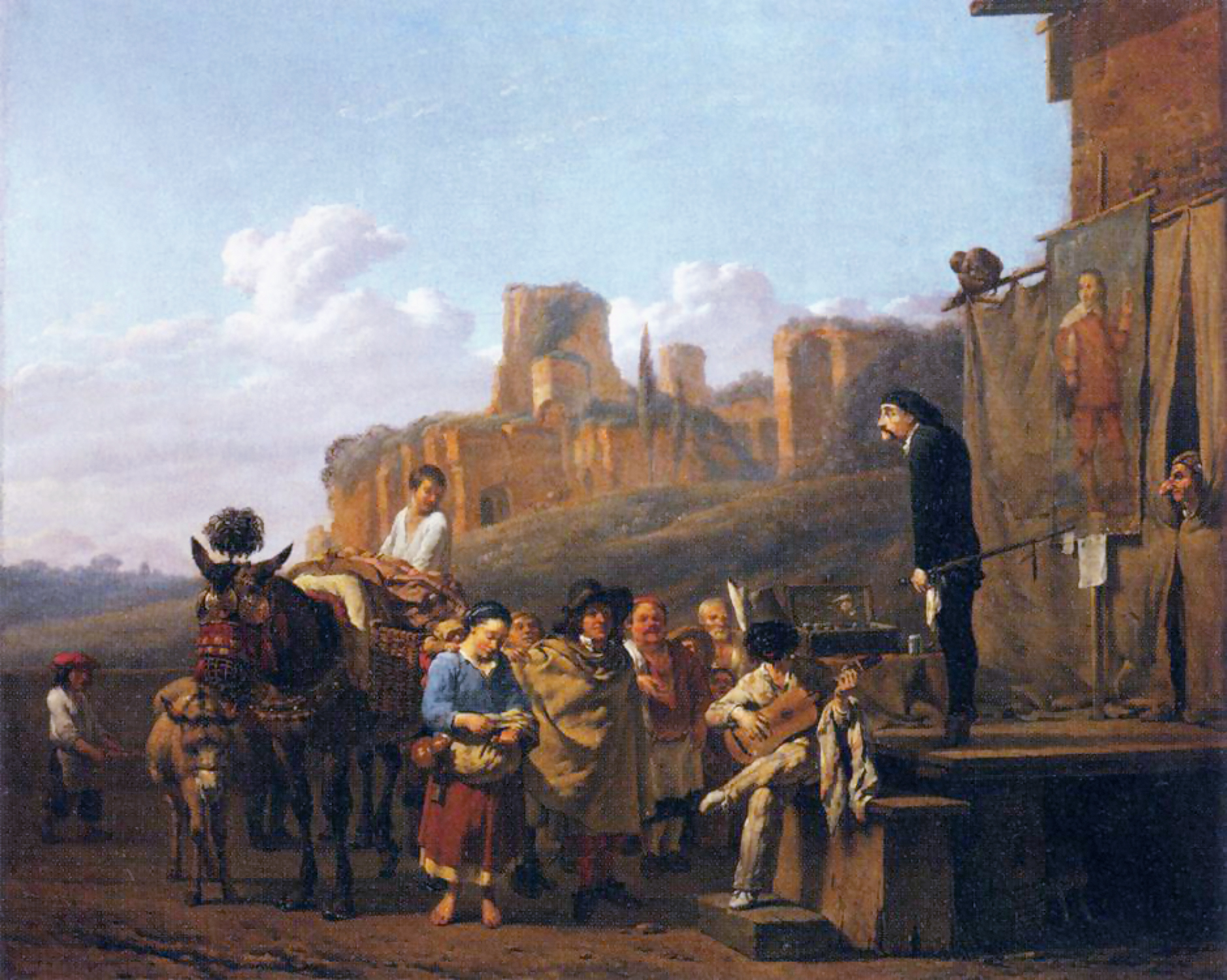
Commedia-dell’arte-Aufführung auf einem improvisierten Spielgerüst, Gemälde von Karel Dujardin, 1657

Während der Barockzeit erreichte das europäische Theater der Neuzeit seine erste große Blüte. Höfisches Prunktheater, Ballett, Jesuitendrama und Stegreifkomödien belustigten Adel und Bürger. Sinnenfreudigkeit und Farbenpracht wurden im Zusammenhang mit der Warnung vor Ausschweifungen (Vanitas) zunehmend möglich.
Die Alt-Wiener Volkskomödie ging aus dem Erbe dieses Barocktheaters hervor und fand auf primitiven Bühnen, sogenannten „Pawlatschen“ statt, die auf bestimmten Plätzen in den Städten errichtet wurden. Gespielt wurde von englischen Komödianten, die seit Ende des 16. Jahrhunderts an das Festland kamen und Stücke Shakespeares und anderer englischer Dramatiker spielten. Sie nahmen bald deutschsprachige Schauspieler in ihre Reihen auf und trugen damit zum Entstehen eines neuen Berufsstandes bei. Neben den englischen zogen auch italienische Truppen durchs Land und spielten die Stücke der Commedia dell’arte, in denen der Dialog innerhalb einer feststehenden Szenenfolge als Stegreiftheater improvisiert wurde. Beliebte Rollentypen waren Arlecchino, Pantalone, Dottore, Pulcinella und Colombine, die alle in Masken gespielt wurden.
Aus diesen Wurzeln entstand zu Beginn des 18. Jahrhunderts die Alt-Wiener Volkskomödie. Sie bildet eine Synthese aus Hoftheater und Wanderbühne. Prägendes Vorbild zu dieser Zeit waren die Pariser Jahrmarktstheater. Das gesungene Couplet führt auf die Zwischenspiele der Jesuitendramen zurück; im Bühnenzauber spiegelt sich die barocke Ausstattungsoper wider.
Das Altwiener Volkstheater war von Anfang an untrennbar mit seinen Autoren und den Darstellern der „komischen Figur“ verbunden, die als Dreh- und Identifikationsfigur das Einverständnis zwischen Bühne und Publikum herstellte. Diese komische Figur entwickelte sich von der reinen Typisierung über naive Narrenfiguren bis zu den individuellen volkstümlichen Charakteren, die tief in der Volksseele wurzelten.

### Hanswurst
Joseph Anton Stranitzky (1676–1726) führte in die Haupt- und Staatsaktionen der italienischen Opernlibretti mit dem Hanswurst eine Figur aus dem Volk ein, er war der Schöpfer der Hanswurstkomödie (Hanswurstiade). Sein Hanswurst war in seiner derben Komik dem Arlecchino der Commedia dell’arte, dem Narren der mittelalterlichen Fastnachtsspiele, dem englischen Pickelhering, aber auch dem spanischen Gracioso und dem französischen Polichinell verpflichtet. Die Hauptmerkmale waren: bäuerliche Kleidung, kurzer Haarschnitt der Bauern („g’schert“), Halskrause des Adels, höfische Schuhe, Pritsche (Schlagstock) an der linken Seite zum Verhauen der Gegner.

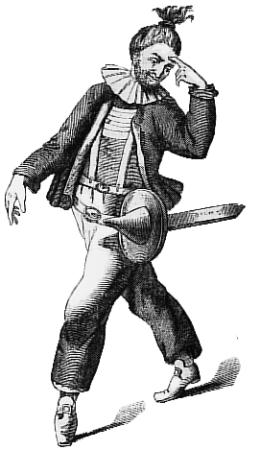
Joseph Anton Stranitzky als Hanswurst (zirka 1720)

Sein Charakter war beherrscht von einer Gier nach Fleischlichem: Essen, Frauen und Wortunflat. Zu den von ihm sexuell bevorzugten Berufsgruppen zählten naturgemäß Köchinnen, bei denen er sich reichlich mit „knéln“ (Knödeln) versorgte, wie überhaupt: „Wirtshaus, Bratwurst, volle Becher! – Sind Hans Wurstens Sorgenbrecher.“
1711 fand Stranitzky im Wiener Kärntnertortheater eine feste Spielstätte für seine Truppe, die „Teutschen Comödianten“. Die Gagen der Schauspieler waren gering, ihnen wurden außerdem artistische und akrobatische Sonderleistungen abverlangt. Zubußen konnte man durch sogenannte „Accidentien“ (lat. accidentia = zufälliges Ereignis) erwerben: In dem Bestreben, dem Publikum Sensationelles zu bieten, wurden Fußtritte, Prügel oder Ohrfeigen extra bezahlt.
Gottfried Prehauser (1699–1769), Stranitzkys Schwiegersohn, kam 1725 von Salzburg nach Wien, wo er als „Neuer Wienerischer Hanswurst“ Stranitzky am Kärntnertortheater ablöste, dessen Erbe als Dichter und Schauspieler antrat und nach Stranitzkys Tod auch die Führung der „Teutschen Comödianten“ übernahm.
Joseph Felix von Kurz (1717–1784) schuf mit der Figur des Bernardon den Nachfolger des Hanswurst; er war der Erfinder und einzige Vertreter der „Bernardoniade“, der letzten Ausformung der extemporierten Zauberburleske. Als Partner von Prehauser verkörperte er in zahlreichen Stegreifkomödien am Kärntnertortheater den mit geistreichem und unverschämtem Wortwitz sozial höher gestellten Rivalen des traditionellen Hanswurst. Das extemporierte Theater, vor allem die „Compositionen von dem sogenannten Bernardon“, wurden durch einen Erlass Maria Theresias 1752 verboten. Kurz musste seine Possen niederschreiben, die gedruckten Stücke gaben von seiner einmaligen Fähigkeit des Extemporierens kaum etwas wieder, zumal die Zensur alle Zweideutigkeiten und groben Scherze getilgt hatte. Damit war seinem Wirken in Wien der Boden entzogen. (→ Siehe auch: Extempore#Hanswurststreit)
In der zweiten Hälfte des 18. Jahrhunderts hörte Hanswurst auf, Zoten und fäkalische Witze von sich zu geben. Die aufklärerische Politik erlegte ihm Mäßigung auf. Im norddeutsch-protestantischen Raum hatte man zu jener Zeit den Hanswurst schon längst als widernatürliche und unappetitliche Unterhaltungsform abgelegt. Das Beharrungsvermögen des Alt-Wiener Spaßmachers hat mit seinen multikulturellen Bindungen, der Spezifik des Publikums sowie seiner Beliebtheit selbst in den politischen Eliten zu tun. So tölpelhaft der Hanswurst auch war, das Publikum identifizierte sich mit ihm und grölte vor Vergnügen, wenn er auf der Bühne sogar die Polizei verhöhnte. Es war tatsächlich ein „Theater für das Volk“, alle gesellschaftlichen Schichten waren im Publikum vertreten, einer der begeistertsten Besucher war Franz Stephan von Lothringen, der kaiserliche Gemahl Maria Theresias. Die Bestrebungen der Zensur, das Stegreifspiel zu verbieten, belegen die Wirksamkeit dieses volkstümlichen Theaters.

### Philipp Hafner
Philipp Hafner (1735–1764), der als Vater des Wiener Volksstückes gilt, griff in den Hanswurststreit ein und vermittelte mit seiner satirischen Schrift „Hanswurstische Träume“ zwischen den beiden Streitparteien. Er geißelte die Schwächen des abgenützten Stegreifspiels, sprach aber dem Theater gleichzeitig jegliche erzieherische Funktion ab.
Die Wirklichkeit zeigte, dass ein Miteinander der beiden Gattungen die Lösung war: Hanswurst, Bernardon und Kasperl durchliefen in der Folge eine Entwicklung vom derb-deftigen Sauf- und Raufbold, Sexprotz und bramarbasierend-extemporierenden Feigling zum Diener und Hausknecht und hielten auch im klassischen Schauspiel Einzug. 1763 spielte Gottfried Prehauser sogar den Diener Norten in Gotthold Ephraim Lessings Miss Sara Sampson als Hanswurst.
Hafner, der schon früher dem ihm befreundeten Hanswurst-Darsteller Prehauser Epiloge geschrieben hatte, schrieb nun Originalstücke im Stil des volkstümlichen Stegreiftheaters, aber mit festem Text („Burlins und Hannswurst's seltsame Carnevalszufälle“). Die Handlung seiner Komödien war so folgerichtig, ihr Bau so regelmäßig, der Witz so fern jeder Zote, dass selbst seine Gegner ihm nichts anhaben konnten. Manche Figuren, die er geschaffen hat, wurden zu stehenden Typen des Wiener Volkstheaters. Er war der erste Autor, der nicht zugleich auch der Darsteller seiner Hauptrollen war. Im Genre des Zaubertheaters und der Maschinenkomödie parodierte Hafner auch die Vorliebe für technische Spezialeffekte („Mägera, die förchterliche Hexe“), die, wie auch „Der Furchtsame“ (1764), am Hofburgtheater herausgebracht wurden, da das Theater am Kärntnertor 1761 abgebrannt war.
Hafners Werk markiert für das deutsche Theater dasselbe, was Molière für Frankreich und Carlo Goldoni in Italien erreichten: Die Überführung der alten Stegreifkomödie in eine literarische Form unter Verwendung der Figuren der Commedia dell’arte und deren unmittelbaren Nachkommen Hanswurst und Kasperl. Hafner individualisierte die alten Figurentypen, verwandelte sie in bodenständige Charaktere des alten Wien und legte so den Grundstein zu jenem literarischen Genre, für das sich der Begriff der (Alt-)Wiener Volkskomödie eingebürgert hat. Mit seinem frühen Tod 1764 verlor das Wiener Theater eines seiner größten Talente.
Joachim Perinet (1763–1816), Schauspieler und Theaterdirektor hat viele Original-Stücke Hafners zu Operetten umgearbeitet, mit anderen Titeln versehen und mit nachhaltigem Erfolg am Leopoldstädter Theater herausgebracht. Manche von Hafners Rollen, wie den tauben Hausmeister im „Neuen Sonntagskind“, einer Operette, der Hafners Stück „Der Furchtsame“ zugrunde lag, hat noch Ferdinand Raimund gespielt. Goethe soll geäußert haben, dass er die große, sinnliche Masse Wiens in Hafners Werk so lebhaft dargestellt gefunden habe, „dass einem Angst und Bange werden konnte“.
Karl von Marinelli (1745–1803) begründete die Wiener Lokalposse und eröffnete 1781 die erste stehende Volksbühne Wiens, das Leopoldstädter Theater.

### Wiener Vorstadttheater

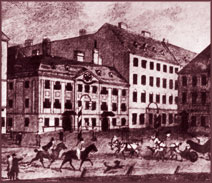
Das Theater in der Leopoldstadt, Aufführungsort der Kasperliaden von Johann Joseph La Roche

Gegen Ende des 18. Jahrhunderts entstandenen drei wichtige Vorstadttheater, die für die Entwicklung der Wiener Volksdramatik große Bedeutung erlangten:
- Das Theater in der Leopoldstadt, gegründet 1781 (ab 1847 Carltheater)
- Das Freihaustheater, gegründet 1787 (ab 1801 Theater an der Wien)
- Das Theater in der Josefstadt, gegründet 1788

Weil diese Theater nicht auf bestimmte Gattungen eingeschränkt waren, kam auf ihnen eine Mischung zwischen Oper, Sprechstück oder Pantomime zur Aufführung.
Das barocke Erbe wurde sowohl im Inhalt als auch in der Verwendung szenischer Effekte übernommen. Neben den herkömmlichen mythologischen Figuren gewannen die moderneren märchenhaften an Einfluss, also etwa Geister und Feen statt Satyrn, Furien und Nymphen. Die technischen Neuerungen der Theatermaschinerie wurden ausgiebig verwendet. Die „Maschinenburleske“, ein derb-komisches Possenspiel, benutzte den modernisierten barocken Bühnenapparat, um ihre einfältig-verschmitzten Helden in unerwartete Kalamitäten zu bringen.
Mit der von Johann Joseph La Roche (1745–1806) neu kreierten Figur des Kasperl fasste der Hanswurst in veränderter Gestalt wieder Fuß im Alt-Wiener Volkstheater und erlebte in ihr den Höhepunkt seiner Komik. La Roche spielte den Kasperl, dessen Attribut ein Brustfleck mit einem aufgenähten roten Herz war, ab 1781 am Leopoldstädter Theater, wo zahlreiche Stücke eigens für ihn geschrieben wurden. Er begründet mit dem Kasperl den Ruhm dieser ersten Wiener Vorstadtbühne, die bald nur mehr als „Kasperltheater“ bezeichnet wurde – sogar das 34-Kreuzer-Stück, der Eintrittspreis für den Ersten Rang, wurde allgemein „ein Kasperl“ genannt. Der gemalte Theatervorhang zeigte Kasperl, wie er von Thalia in den Parnass geführt wird, während Hanswurst und den italienischen Commedia-dell’arte-Figuren durch einen griesgrämigen Kunstrichter den Eingang verwehrt wird. Dank seiner Popularität wurde La Roches Kasperl auch zur Zentralfigur des Puppentheaters, in dem er bis heute weiterlebt.

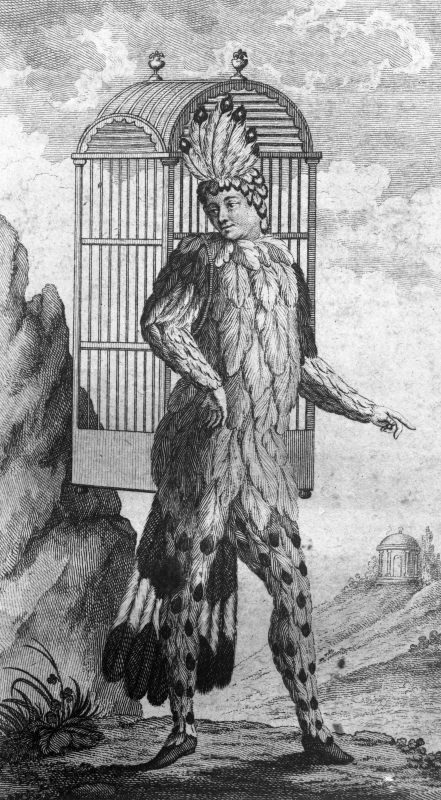
Emanuel Schikaneder als Vogelfänger Papageno in Mozarts „Zauberflöte“

Auch der Hanswurst wurde wieder zum fixen Bestandteil der Volkskomödie und blieb ihr erhalten, noch 1841 spielte Johann Nestroy den Hanswurst in „Hanswurst Doktor Nolens volens“ von Mylius.
Ende des 18. Jahrhunderts entstand das beliebte Genre des Singspiels, das als Wiener Kasperl- und Zauberoper bezeichnet wurde und deren bedeutendstes Beispiel Emanuel Schikaneders „Zauberflöte“ mit der Musik von Wolfgang Amadeus Mozart ist, in der die lustige Figur Papageno heißt. Schikaneder (1751–1812) war Schauspieler, Sänger, Stückeschreiber, Komponist, Regisseur und Theaterdirektor und schuf den Begriff der Zauberoper, in der er die Zauberwelt ganz ernst auffasste. Er gab dem Zauberwesen wieder die geheimnisvolle Sphäre zurück. Doch er schaffte es nicht, das Zauberspiel wieder so attraktiv zu machen, wie es einst war. Weitere Kasperl- und Zauberopern schuf Karl Friedrich Hensler (1759–1825).

Ignaz Schuster als Staberl in Adolf Bäuerles Posse „Die Bürger in Wien“ (1813)

Mit Anton Hasenhut (1766–1841), der mit seiner Kasperl-Variante des Thaddädl den letzten Versuch machte, die fest gefügte Typenkomik alten Stils weiterzuführen, klang die Blütezeit der alten Volksnarrenkomik aus. Mit La Roches Tod 1806 war der Rückzug des Kasperls von der Schauspielbühne nicht mehr aufzuhalten. Lediglich die Bühnenmaschinerie hatte als Relikt der Barockzeit noch bis weit in das 19. Jahrhundert Bestand.
In der ersten Hälfte des 19. Jahrhunderts blieb das Wiener Vorstadttheater ein Konglomerat der verschiedensten Gattungen. Ferdinand Kringsteiner (1775–1810) führte das Volksstück in eine pessimistischere und sarkastischere Richtung. Mit der aufkommenden bürgerlichen Mentalität schließlich wurde das Altwiener Volkstheater durch Josef Alois Gleich, Carl Meisl und Adolf Bäuerle erneuert, das Zauberspiel und die Lokalposse wurden die hauptsächlichen Genres.
Carl Meisl (1775–1853) verband in der Lokalposse Komik mit Belehrungs- und Erbauungsintentionen, in den Zauberspielen sorgte er für eine neue Bühnenatmosphäre, benutzte effektvoll allegorische Figuren, Zauberwesen griffen mit Macht in die Handlung ein und wollten als solche auch ernst genommen werden. Er versetzte antike Götterfiguren in die Wiener Gegenwart, doch im Unterschied zum barocken Zauberspiel griffen die Überirdischen kaum in menschliche Bereiche ein. Die Helden der Stücke wurden nicht durch eine innere Wandlung zur Besserung angehalten, sondern mussten durch theatralische Misserfolge ihr Scheitern erkennen.
Josef Alois Gleich (1772–1841) ersetzte in seinen parodierenden Possen und komischen Lokalstücken den Kasperl durch komische Volksgestalten. Er schrieb fast ausschließlich für das Theater in der Josefstadt und fürs Leopoldstädter Theater, war der Vater von Ferdinand Raimunds späterer Frau Aloisia und verhalf seinem Schwiegersohn 1815 mit seinem Stück „Die Musikanten am Hohen Markt“ zum Durchbruch.
Adolf Bäuerle (1786–1859) schuf mit der Figur des Staberl in seinem Lustspiel „Die Bürger in Wien“ (1813) einem Vorstadtwiener der Unter- und Mittelschicht, der ein würdiger Nachfolger Kasperls und die erste komische Charakterfigur aus dem Volk war. Chrysostomus Staberl war Parapluiemacher (Schirmmacher), ihm folgten zahlreiche „Staberliaden“ mit typisch Wiener Charakterkomik. Bäuerle war auch Herausgeber der „Wiener allgemeinen Theaterzeitung“, die zahlreiche Aufführungen in kolorierten Kupferstichen abbildete.
Auf dieser Tradition bauten die beiden bekanntesten Dramatiker der Biedermeierzeit, Ferdinand Raimund und Johann Nepomuk Nestroy, auf, die dem Altwiener Volkstheater zu seiner Vollendung und zu literarischem Wert verhalfen. Raimund verband barockes Zaubertheater und Wiener Volksposse, während Nestroy politisch und kritisch brisant schrieb.

### Raimund und Nestroy
Den Höhepunkt der Wiener Volkskomödie markiert die Zeit vom Wiener Kongress 1814/15 bis zum großen Börsenkrach 1873, die Ära eines Lebensüberschwangs vor dem Hintergrund permanenter wirtschaftlicher Krise. Es war die Blütezeit der Salons und Kaffeehäuser mit ungefähr 1000 Bällen jährlich, die sogenannte „Backhendlzeit“. Wien war mit 300.000 Einwohnern die einzige österreichische Großstadt und bot dem Volkstheater ein zahlreiches Publikum, das, obwohl aus allen Bevölkerungsschichten kommend, wegen gleichartiger Lebensanschauungen sehr homogen war. Dieses Publikum wurde als „theaterkundig“ und „illusionsfreudig“ beschrieben, das seine Schauspieler und ihre Arbeitsbedingungen kannte.

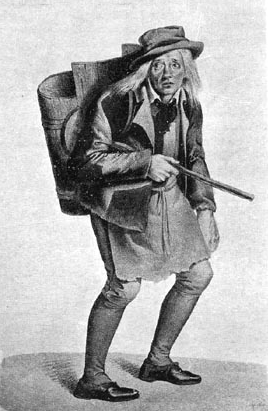
Ferdinand Raimund als Aschenmann in „Der Bauer als Millionär“ (Lithographie von Kriehuber nach Moritz von Schwind)

Ferdinand Raimund (1790–1838) wollte eigentlich mit dem vorstädtischen Volkstheater nicht in Verbindung gebracht werden und suchte Anerkennung als echter Dichter, er wollte „Original“-Stücke ohne fremde Anleihen schreiben. Mit seinen Zauberspielen, die Verwandlungen, Bühnentricks und Zaubereien verwendeten, bot Raimund dem Zuschauer eine totale Versinnlichung des Theaters. Seine Stücke verbinden lokalen Dialekt mit Hochsprache, Possenspiel mit humanem Anliegen. Seine Zauberpossen waren Reaktion auf das Metternich’sche System des Vormärz und boten ihm die Möglichkeit, über gesellschaftliche Anliegen zu schreiben, ohne zensiert zu werden. Seine späteren Stücke rücken in die Nähe des Besserungsstückes. Raimund erschuf Allegorienspiele und nahm bildliche Darstellungen von Begriffen in seine Stücke auf, etwa die „Jugend“ und das „hohe Alter“ oder „Hass“, „Neid“ und „Zufriedenheit“ in „Der Bauer als Millionär“ (1826). Raimund hatte – im Gegensatz zu Nestroy – selten Probleme mit der Zensur des Vormärz, seine Texte sprechen von Verzicht und Selbstbescheidung.

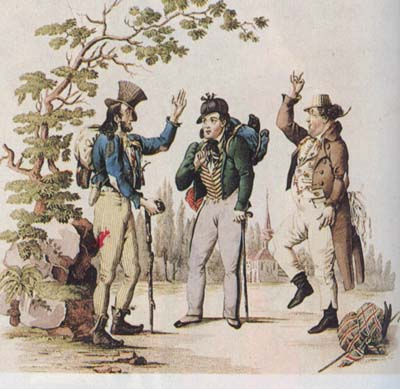
Johann Nestroy mit Wenzel Scholz und Carl Carl in „Der böse Geist Lumpacivagabundus“ (1833)

Johann Nepomuk Nestroy (1801–1862) und seine über achtzig Stücke stehen in krassem Gegensatz zum Werk Raimunds. Sein Werk entstand unmittelbar aus den Bedürfnissen des Wiener Volkstheaters und wurde aus einer Vielzahl von Quellen abgeleitet, darunter zeitgenössische französische und englische Romane, aber auch fremdsprachige Theaterstücke. Nestroy adaptierte Handlungslinien und Motive, fügte Couplets und Quodlibets ein und war mit seinem Werk der Vorlage weit überlegen. Sein Genie lag in der Transformation ins Wiener Milieu und in der Umgestaltung der Rollen in lokale Charaktere im Wiener Dialekt. Nestroys Werke sind durch scharfe Satire und Desillusionstheater charakterisiert, er durchschaut die Realität und bannt sie mit enthüllendem Wortwitz. Bei seinen Stücken spielte Nestroy zumeist auch selbst die Hauptrollen, er hatte sich die „lustige Figur“ quasi immer auf den Leib geschrieben. Seine Zentralfigur war nicht nur Träger der Handlung, ihre Komik wirkte als Ventil, sie stellte Ängste und Leiden der Bürger dar, zeigte Missstände auf, aber auch Möglichkeiten der Befreiung aus der Unterdrückung. Einen kongenialen Partner fand er in dem kleinen, dicken Wenzel Scholz, mit dem er ein beliebtes Komikerpaar am Carltheater bildete, für das er zahlreiche Stücke schrieb.
Die Volkskomödie wurde zwischen 1815 und 1848, im Vormärz, vor allem auch als Ersatz für politische und öffentliche Interessen des Bürgers gesehen. Denn außer dem Theater war jedes abendliche Zusammentreffen verboten. Die Bevölkerung besuchte daher das Theater, um die politische Situation zu vergessen. Politische „Spitzen“, die gegen Metternich und seinen Staat gerichtet waren, waren sehr beliebt. Berühmt und von der Obrigkeit gefürchtet war Nestroys Talent, zu extemporieren. Auf diese Weise setzte er Seitenhiebe auf aktuelle politische oder gesellschaftliche Ereignisse.
Man hat lange Zeit die Stücke Raimunds als die dichterischeren, „poetisch ungleich wertvolleren, phantastischeren“ Stücke denen Nestroys vorgezogen. Doch ab der Jahrhundertwende, sehr stark durch Ludwig Ganghofer und später Karl Kraus befördert, setzte eine Umbewertung ein. Mittlerweile wird Nestroy mit seiner Ironie, seiner Satire und seiner Skepsis favorisiert und – auch an deutschen Theatern – wesentlich öfter gespielt.

### Ausklang
Sozioökonomische Änderungen in der Bevölkerungsstruktur Wiens durch die Industrialisierung Ende des 19. Jahrhunderts entzogen dem Altwiener Volkstheater seinen Nährboden und sein Publikum. Friedrich Kaiser (1814–1874) etablierte die ernstere Form des Lebensbildes. Seine Stücke standen noch gleichberechtigt neben denen Nestroys. Dieser verspottete Kaisers „Lebensbilder“ in „Der Talisman“: „Wenn in einem Stück drei G’spaß und sonst nichts als Tote, Sterbende, Verstorbene, Gräber und Totengräber vorkommen, das heißt man jetzt ein Lebensbild.“
Die aufkommende Operette übernahm allmählich die Unterhaltungsfunktion des Volksstücks, das jedoch in den Stücken Ludwig Anzengrubers („Das vierte Gebot“, 1878) fortgesetzt wurde und in ihnen eine späte Vollendung erfuhr. Ihm folgten Karl Morré („’s Nullerl“, 1884) und Peter Rosegger („Am Tage des Gerichts“, 1890). Später kamen Stücke von Vinzenz Chiavacci und Carl Karlweis („Das grobe Hemd“, 1901) hinzu.
Auch das „Wiener Stück“, etwa bei Hermann Bahr („Aus der Vorstadt“, 1895), Arthur Schnitzler („Liebelei“, 1895), Felix Salten („Der Gemeine“, 1902) und Ferenc Molnár („Liliom“, 1909) ist von der Tradition des Wiener Volksstücks beeinflusst. Das Wiener Volksstück „’s Katherl“ von Max Burckhard wurde im Februar 1907 mit der berühmten Volksschauspielerin Hansi Niese am Bürgertheater uraufgeführt. „Der Feldherrnhügel“ (1910) von Roda-Roda wird ebenfalls dem Genre zugerechnet.

### Nachfolge
In der Zwischenkriegszeit wurde der Begriff des Volksstücks durch Ferdinand Bruckner („Die Verbrecher“, 1929), Ödön von Horváth („Geschichten aus dem Wiener Wald“, 1931), Elias Canetti („Hochzeit“, 1932; „Komödie der Eitelkeit“ 1933/34) und in Jura Soyfers Stücken „Der Weltuntergang oder Die Welt steht auf kein Fall mehr lang …“ (1936, der Untertitel eine Anspielung auf Johann Nestroys Kometenlied in „Lumpazivagabundus“) und „Der Lechner Edi schaut ins Paradies“ (1936) abgewandelt und verschärft, Possenmotive und die sprachliche Karikatur (bei Canetti: Sprachmaske) der verschiedenen Stände wurden zur Sozialkritik und für die Charakterisierung des aufkommenden Faschismus genutzt. Horvath formulierte: „Man müsste ein Nestroy sein, um all das definieren zu können, was einem undefiniert im Wege steht!“ Im Gegensatz dazu stand die Fortsetzung des von Ludwig Anzengruber entwickelten naturalistischen bäuerlichen Volksstücks in den Stücken von Karl Schönherr, Franz Kranewitter und Richard Billinger, mit bereits teilweise völkischen Tendenzen.
Nach dem Zweiten Weltkrieg wurde das Wiener Volksstück mit „Der Bockerer“ von Ulrich Becher und Peter Preses (1946), „Donauwellen“ von Fritz Kortner (1949), „Das jüngste Gericht“ von Arnolt Bronnen (1952) und von Fritz von Herzmanovsky-Orlando („Kaiser Joseph und die Bahnwärterstochter“, 1957), Helmut Qualtinger („Der Herr Karl“, 1961; „Die Hinrichtung“, 1965) und Fritz Hochwälder „Der Himbeerpflücker“ (UA 1965) wieder aufgegriffen, oft mit dem kleinbürgerlichen Spießer und Mitläufer im Dritten Reich als Protagonisten. Der „Herr Karl“ zerstörte endgültig den Mythos vom „gemütlichen Wiener“.
In den Dialektstücken von Wolfgang Bauer und Peter Turrini erfuhr das Wiener Dialektstück Anfang der 1970er Jahre eine Renaissance und trat, vom Wiener Volkstheater unter Gustav Manker ausgehend, einen Siegeszug an den deutschsprachigen Bühnen an. Turrini verfasste mit „Die Bürger“ (1981) eine Paraphrase auf Adolf Bäuerles „Die Bürger von Wien“, Peter Henisch mit „Lumpazimoribundus“ (1974), einer „Antiposse mit Gesang“ eine Anlehnung an Johann Nestroys „Lumpazivagabundus“. Elfriede Jelineks Theaterstück „Präsident Abendwind“ (1987) ist eine Anspielung auf Nestroys „Häuptling Abendwind“. Auch ihr Stück Burgtheater (1985) nannte Jelinek in Anlehnung an Nestroys Stückbezeichnung eine "Posse mit Gesang" und erfand dafür eine Kunstschriftsprache, die sie mit Zitaten aus dem Wiener Bildungskanon, aus Operetten, Wienerliedern und Theaterstücken wie Franz Grillparzers „König Ottokars Glück und Ende“ versetzte.
1970 wurde der steirische Autor Harald Sommer durch sein Wiener Dialektstück „A unhamlich schtorka Obgaung“ (Ein unheimlich starker Abgang) bekannt. Im März 1971 kam das Dialektstück „Haushalt oder die Sandhasen“ von Herwig Seeböck, der bereits 1965 mit seinem autobiographischen Gefängnis-Kabarett „Häfenelegie“ als Autor in Erscheinung getreten war, am Wiener Volkstheater zur Uraufführung. 1974 schilderte „Jesus von Ottakring“ des Autorenduos Helmut Korherr und Wilhelm Pellert in 20 Szenen und 11 Songs den Fall eines Gastarbeiters, der 1970 in einem Ottakringer Männerheim erschlagen wurde, wobei die Passionsgeschichte Jesu als „Wiener Volksstück“ ins Lokalkolorit übertragen und das Schicksal Jesu im Geschick des erschlagenen Gastarbeiters paraphrasiert wurde. 1976 wurde das Stück zu einem der ersten Erfolge des „Neuen Österreichischen Films“.
In den Fernsehserien „Ein echter Wiener geht nicht unter“ (1975–1979) und „Kaisermühlen-Blues“ (1992–1999), beide von Ernst Hinterberger, traten starke Elemente der Volkskomödie hervor, vor allem in der Figur des „Mundl“ Sackbauer, einem Wiener „Original“ mit elementarer Sprachgewalt.

## Stil
Wesentliche formale Konstanten des Alt-Wiener Volkstheaters sind:
- Wiener Mundart als Bühnensprache
- Nebenfiguren handwerklich-kleinbürgerlicher oder bäuerlicher Herkunft entwickeln sich zu Protagonisten
- Zahlreiche musikalische (Couplets, Quodlibets), tänzerische oder märchenhafte Einlagen
- Extemporieren (Stegreifspiel)
- Stoffe und Themen aus der Trivialliteratur oder aus zeitgenössischen Opern als Grundlage
- Alltagsbezogene Handlung mit komischem, versöhnlichem, oft moralisierendem Ausgang

## Gattungen
- Zauberstück und Besserungsstück

Zum Zauberstück gehören Feenmärchen, Zauberpossen, Zauberopern, Ritterpossen und Gespensterstücke. Eine Wunderwelt von Feen, Geistern, Zauberern und Nixen greift in das irdische Geschehen ein. Gewöhnlich bilden diese Zaubermotive nur den Rahmen, in dessen Mittelpunkt aber eine irdische Handlung steht. Im Besserungsstück geht es um die Läuterung eines Menschen oder um die Erlösung vom Zauberbann. Unvermeidlich ist eine Liebeshandlung; selten fehlt das Lob auf Wien oder das österreichische Herrscherhaus. Weitere Merkmale der Zauberstücke sind: Allegorien und Symbole, Pathos gemischt mit volkstümlichem Dialog, musikalische Einlagen und eine möglichst farbenprächtige und prunkvolle Ausstattung.
- Parodie und Travestie

Während in der Parodie die Form des ernsten Werkes erhalten bleibt, aber ein heiterer Inhalt zugrunde liegt, bleibt bei der Travestie der Stoff des ernsten Werkes, wird jedoch scherzhaft behandelt. Beider Zweck ist die Karikatur ganzer literarischer Richtungen oder hervorragender Einzelwerke. In Anlehnung an Shakespeares Rüpelszenen im „Sommernachtstraum“ wurden auch die Dramen von Schiller über Kleist bis zu Hebbel parodiert. Auch die Einführung der komischen Person in Gestalt des Dieners hatte meist zur Aufgabe, die Worte und Taten des Helden zu parodieren. Die Werke sind zugleich ein Spiegel der herrschenden Wiener Sitten.
- Lokalposse

Die Lokalposse ist ein derb-komisches Bühnenstück, das auf Verwechslungen, Zufällen und unwahrscheinlichen Übertreibungen aufgebaut ist. Meistens steht eine lustige Person kleinbürgerlicher Herkunft im Mittelpunkt. Sprache und Schauplatz sind an den Aufführungsort angepasst, die Figuren sprechen Dialekt. Anspielungen auf örtliche Sitten oder geografische Besonderheiten kommen vor. Gesellschaftliche Unterschiede und finanzielle Umstände werden zum Thema gemacht, Aristokraten werden verspottet. Die Lokalposse ist fast immer mit Gesang verbunden, eines ihrer Merkmale ist das eingängige Couplet, das die Handlung unterbricht und sich an die Zuschauer wendet und das Quodlibet, in dem klassische Musikelemente mit einfachen, oft banalen Melodien vermischt werden. Der Lokalposse ging auch eine Ouvertüre voran.